# Fernmeldeturm Kiel
Der Fernmeldeturm Kiel (auch Fernsehturm Kiel) ist mit 226,9 Metern das zweithöchste Bauwerk in Schleswig-Holstein. Das digitale Fernsehen DVB-T sowie einige UKW-Rundfunkprogramme werden von diesem Fernmeldeturm aus gesendet. Er befindet sich im Stadtteil Gaarden-Süd im Vieburger Gehölz und ist für die Öffentlichkeit nicht zugänglich.

## Geschichte

### Erster Fernmeldeturm (1956–1979)
Der alte Kieler Fernmeldeturm Typenturm (FTZ Typ C), der noch einige Jahre neben dem neu erbauten Fernmeldeturm stand, wurde 1956 errichtet, war 54 Meter hoch und hatte einen Durchmesser von 6 Metern. Er diente ab Dezember 1956 zunächst dem Richtfunkverkehr der Deutschen Bundespost und ab 1. April 1963 als Sender für das ZDF im Regelbetrieb. Den gestiegenen Anforderungen aufgrund der wachsenden Zahl der Fernsehteilnehmer konnte der alte Sendeturm nicht mehr gerecht werden.

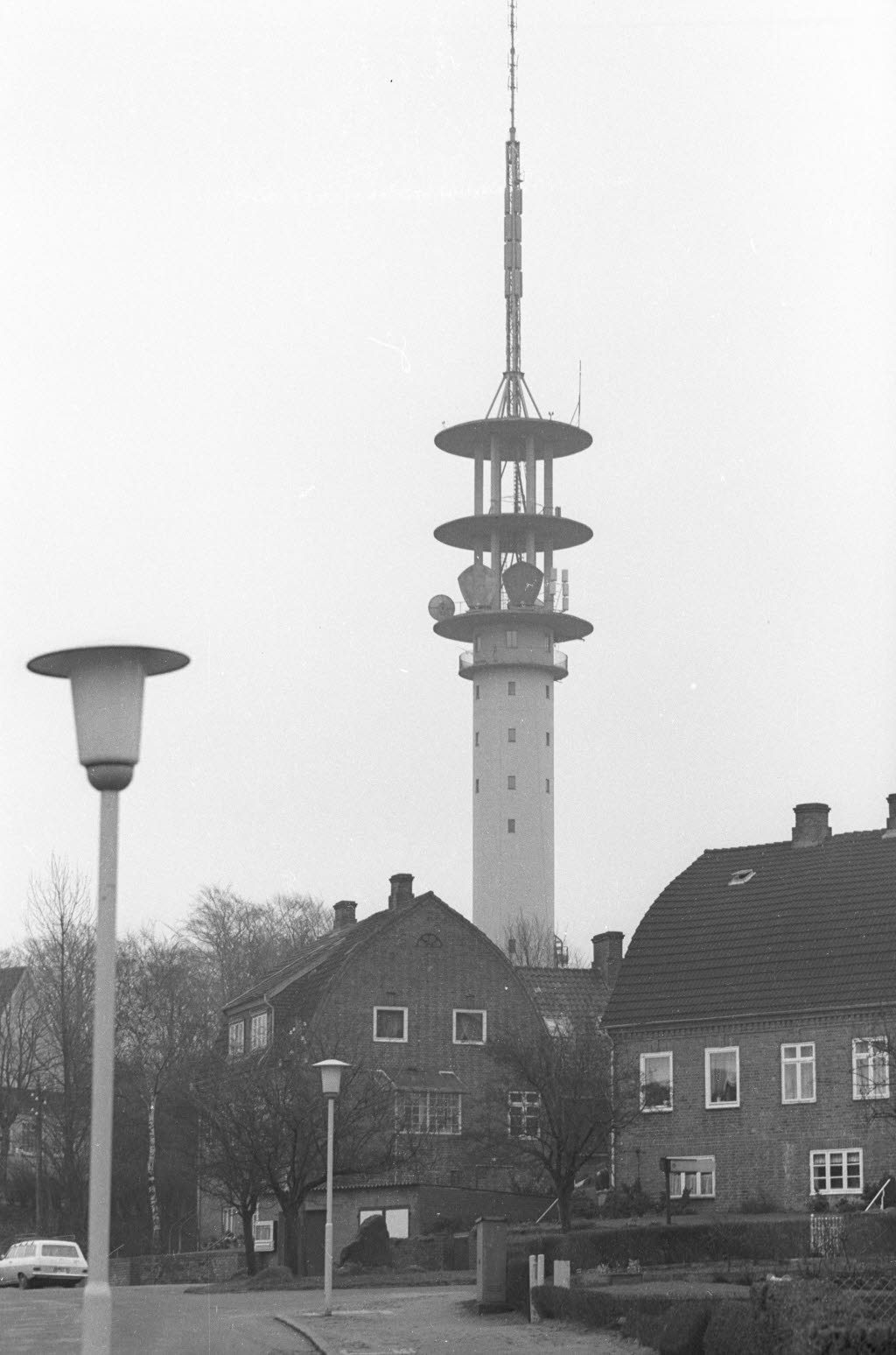
Erster Fernmeldeturm in Kiel (1956–1979), hier im März 1968

Aus diesem Grund entschied sich die Oberpostdirektion Kiel zu einem Neuentwurf, der Ende 1972 dem Bundesministerium für Post- und Fernmeldewesen zur Genehmigung vorgelegt wurde. Charakteristisch an diesem Vorentwurf war der verhältnismäßig große Turmkopf mit 40 Metern Durchmesser. Aufgrund der Ähnlichkeit des Kopftragewerks am Stuttgarter Fernmeldeturm, der von 1969 bis 1971 errichtet wurde, konnte in der konstruktiven Bearbeitung auf die an diesem Turm gewonnenen Erfahrung zurückgegriffen werden.
Im Herbst 1979 wurde der alte Typenturm abgerissen.

### Heutiger Fernmeldeturm
Die Architekten Gerhard Kreisel und Günter H. Müller aus Kiel entwarfen diesen Sonderturm. Am 16. Juni 1973 wurde mit dem Bau begonnen, das Fundament wurde am 23. Dezember 1973 fertiggestellt. Am 18. März 1974 begannen die Gleitarbeiten, am 15. November 1974 konnte Richtfest gefeiert werden. Der Hochbau war am 31. Oktober 1975 fertiggestellt. Die Gesamthöhe betrug bei Fertigstellung etwa 230 Meter.
Im Zuge des DVB-T-Ausbaus erhielt der Turm am 23. Oktober 2004 eine neue Antenne, durch die der Turm etwa fünf Meter an Höhe eingebüßt hat.
Im Jahre 2016 wurde für eine regelmäßig notwendige Betonsanierung ein Seil gespannt, mit dem ein Arbeitskorb Material bis zur Turmspitze transportieren kann.
Wie alle anderen großen Fernmeldetürme gehört dieses Bauwerk der Deutschen Funkturm, einem Tochterunternehmen der Deutschen Telekom AG.

Baufortschritt
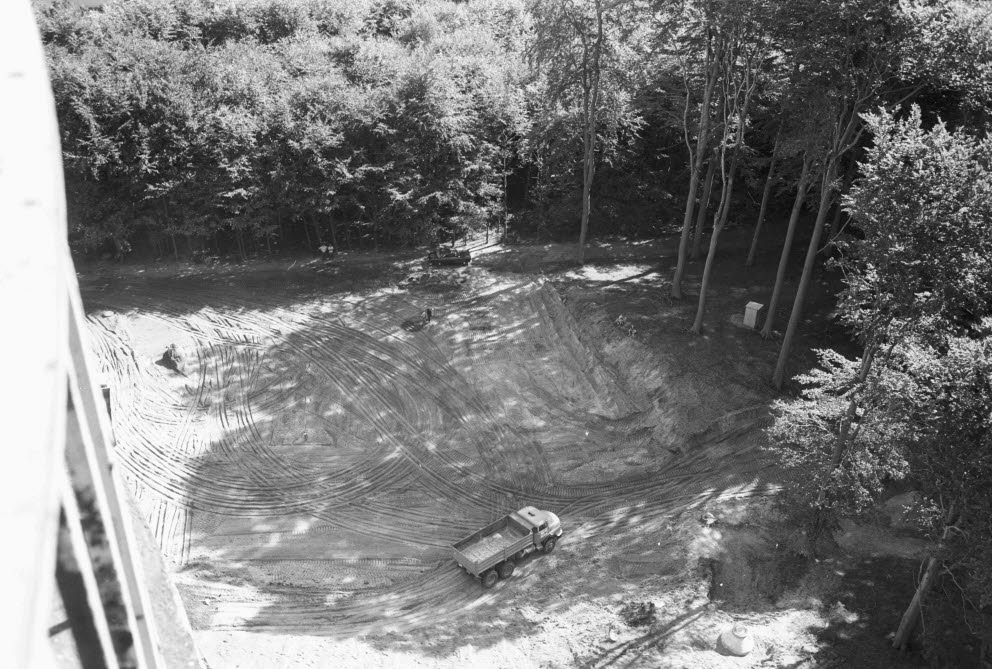
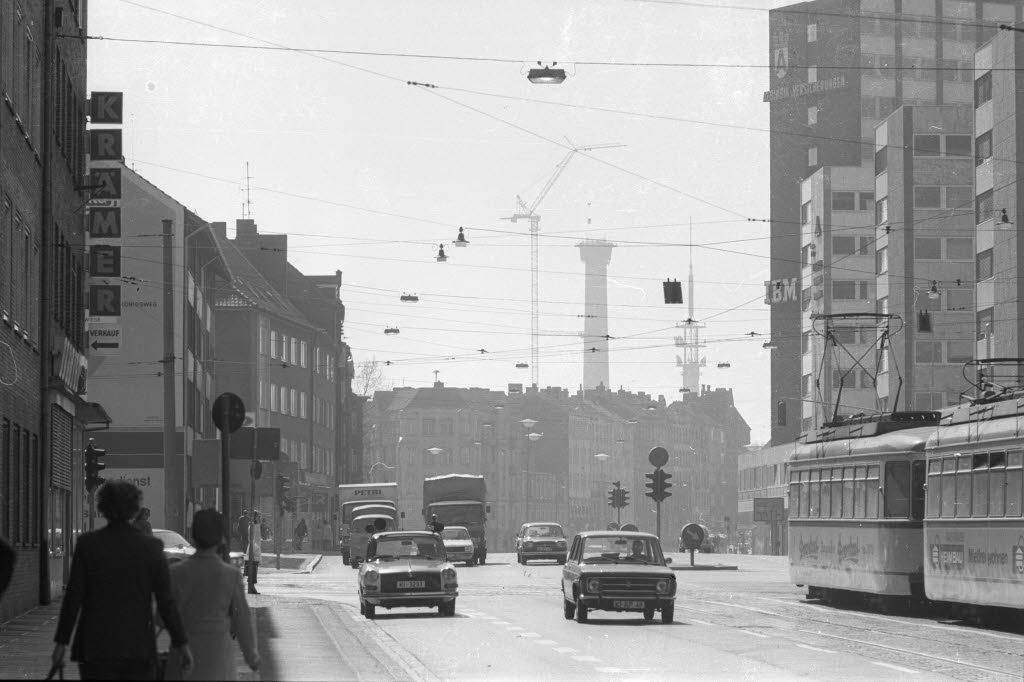
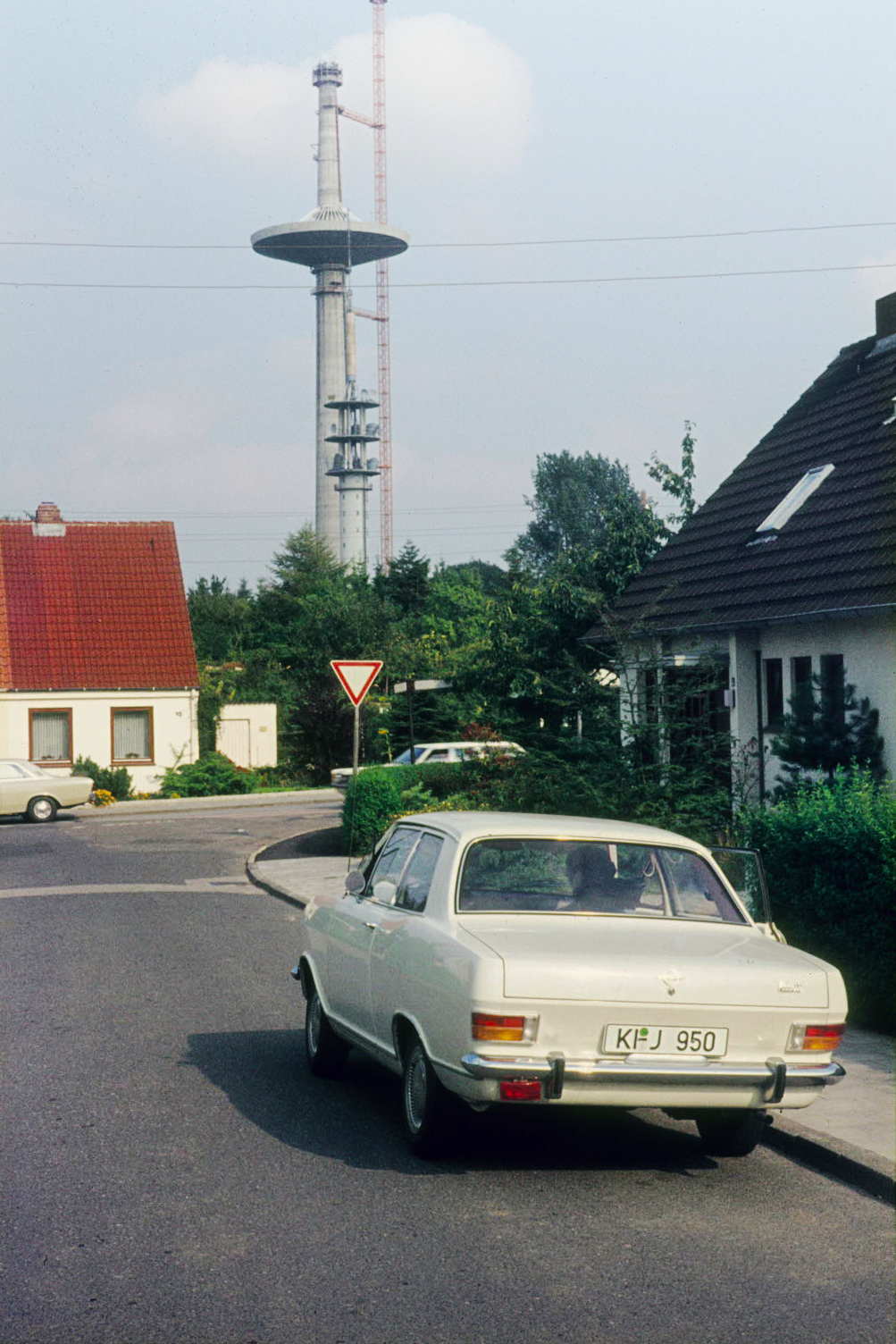
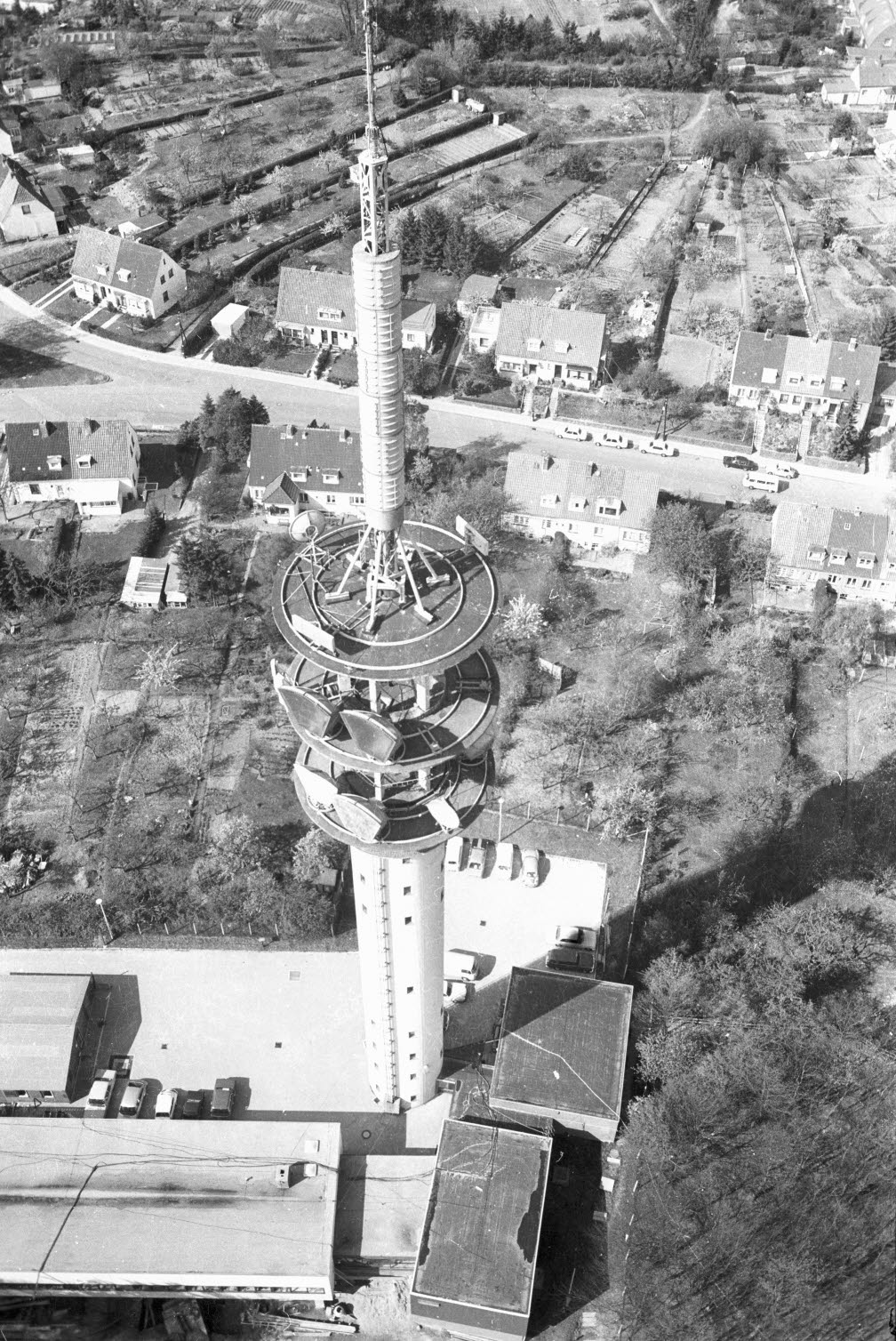
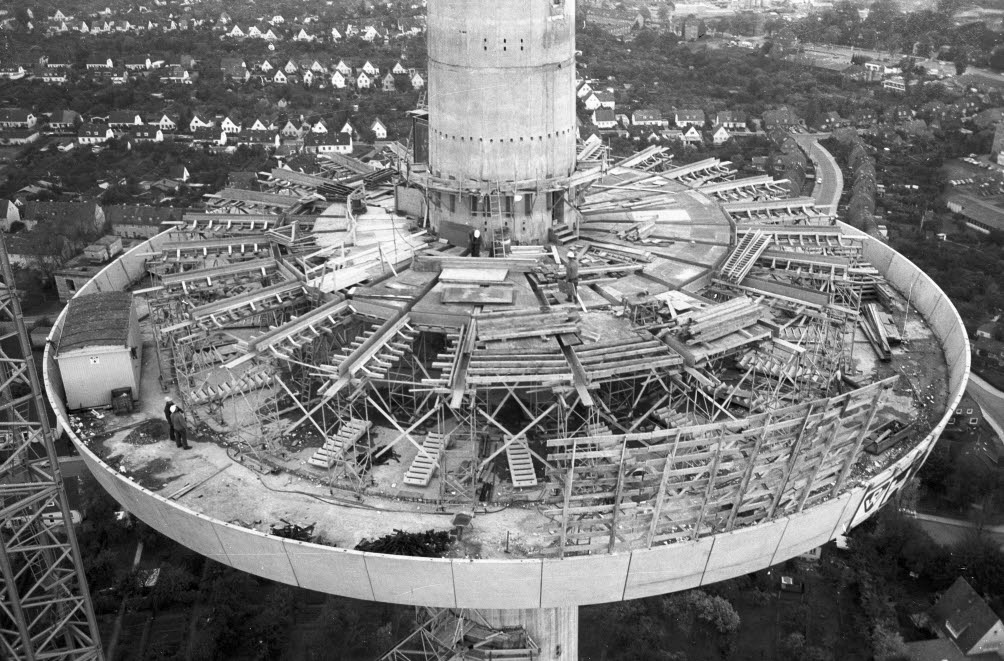
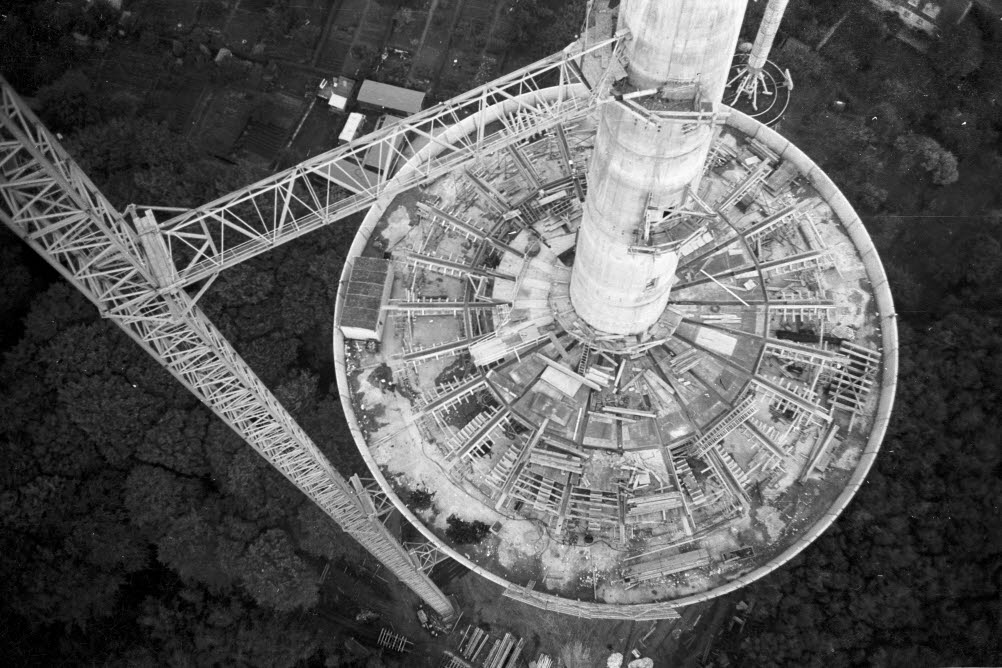

## Beschreibung

### Lage

Fernmeldeturm Kiel

Der Fernmeldeturm Kiel steht im Stadtteil Nr. 13 Gaarden-Süd und Kronsburg im Stadtwald Vieburger Gehölz. Westlich und östlich vom Standort befinden sich Wohngebiete. Nordwestlich vom Fernmeldeturm steht das Stadion Waldwiese. Zum Turm führt eine Stichstraße von nördlicher Richtung; das Gelände selbst ist nur von Betriebsmitarbeitern zu betreten. Von südlicher Richtung führt ein Waldweg zum Betriebsgelände des Turms, der in die befahrbare Stichstraße mündet.
Aufgrund der erhöhten Lage (43 m ü. NHN) im Vieburger Gehölz ist der Turm von fast allen Seiten der Stadt und im Umland zu sehen. Der Kieler Fernsehturm ist nach dem 249 Meter hohen Sender Bungsberg das zweithöchste Bauwerk Schleswig-Holsteins. Das Maritim Travemünde ist mit 119 Metern Höhe das höchste Hochhaus und höchste Leuchtfeuer im Land.

### Bauwerk
Der Stahlbetonschaft fußt in einer Tiefe von 4 Metern auf einer flachen Kegelschale mit Druckplatte und vorgespanntem Ringfundament, das einen Durchmesser von 31 Metern aufweist. Dabei weist der innere Ring einen Durchmesser von 21 Metern auf, die Ringbreite beträgt 5 Meter. Das Fundament ragt bis 9,50 Meter in die Erde. Der Druckplattendurchmesser misst 13,54 Meter und die mittlere Schalenneigung ist 30° bei einer Schalendicke von 1,80 Meter. Der relativ flache Kegel vermindert die Druckkräfte in der oberen Platte und den Ringzugkräften. Außerdem verbessert es die Biegemomente. Der Fundamentring besteht aus fünf Ringen, die von je zehn Spanngliedern vorgespannt sind. Als Baugrund wurde ein dicht gelagerter Sand ermittelt. Das Fundament wurde in einem Arbeitsgang innerhalb von 24 Stunden betoniert.
Der Schaft, ohne Antennenträger, ragt in eine Höhe von 211,50 Metern auf. Auf Bodenniveau weist der Schaft einen Durchmesser von 13,54 Meter bei einer Wanddicke von 80 Zentimetern auf. Die Dicke verjüngt sich nach oben bis auf 50 Zentimeter. Auf einer Höhe von 102,74 Meter steigt diese Dicke zur Aufnahme der Belastung durch den Turmkorb wieder auf 70 Zentimeter an. Dort beträgt der Schaftdurchmesser 7,04 Meter. In Richtung des Antennenträgers nimmt der Durchmesser auf 3,20 Meter und die Schaftdicke auf 30 Zentimeter ab. An den Schaft schließt sich oberhalb ein 19,40 Meter langer Antennenträger aus Stahl an, der mit Schraubverbindungen an dem Schaft befestigt ist.
Der Turmkorb auf einer Höhe zwischen 108,2 und 113 Meter hat inklusive Nebenräumen eine Betriebsfläche von 625 Quadratmetern. Der Durchmesser des Turmkorbs beträgt 40 Meter. Ähnlich wie beim Heinrich-Hertz-Turm in Hamburg und dem Stuttgarter Fernmeldeturm verwendete man für das Tragwerk des Betriebskorbs ein bewährtes ringförmiges Hohlkastensystem aus Kegelschale und einem vorgespannten Ring und Deckenscheiben. Die Schalenneigung beträgt dabei 18° – im Vergleich dazu in Hamburg 24° und Stuttgart 20°. Die Schale ist 35 bis 40 Zentimeter stark bei einer entsprechenden Auskragung von 15,40 Metern. Die Decken wurden als Plattenbalkendecken mit einer Aufteilung der Radialträger von 15° Grundriss.

## Rezeption
Nachbauten des Turmes erfolgten in Bremen, Münster und Cuxhaven. Die beim Bau des Kieler Turmes angewandte Fertigteil-Konstruktion der Kegelschale der Betriebskanzel wurde bei den vorgenannten Nachbauten aus urheberrechtlichen Gründen nicht mehr angewandt.

## Frequenzen und Programme

### Analoger Hörfunk (UKW)
Folgende Radioprogramme werden vom Fernmeldeturm Kiel ausgestrahlt:
| Frequenz (MHz) | Programm      | RDS PS            | RDS PI               | Regionalisierung | ERP (kW) | Antennendiagramm rund (ND)/gerichtet (D) | Polarisation horizontal (H)/vertikal (V) |
| -------------- | ------------- | ----------------- | -------------------- | ---------------- | -------- | ---------------------------------------- | ---------------------------------------- |
| 97,4           | Klassik Radio | KLASSIK_          | D75B                 | –                | 0,25     | D (260–30°, 80–230°)                     | H                                        |
| 101,2          | Kiel FM       | _Kiel FM_         | 10E1                 | –                | 0,08     | D (340–70°)                              | H                                        |
| 102,4          | R.SH          | R.SH_KI_ _R.SH___ | D5E8 (regional) D3E8 | Kiel             | 15       | ND                                       | H                                        |
| 105,9          | delta radio   | delta_KI _delta__ | D5E9 (regional) D3E9 | Kiel             | 15       | D (70–340°)                              | H                                        |

### Digitales Fernsehen (DVB-T2)
Die DVB-T2-Ausstrahlungen erfolgten im Gleichwellenbetrieb (Single Frequency Network) mit anderen Standorten.
| Kanal | Frequenz (MHz) | Multiplex                                   | Programme im Multiplex | ERP (kW) | Sendediagramm rund (ND)/ gerichtet (D) | Polarisation horizontal (H)/ vertikal (V) | Modulations- verfahren | FEC | Guard- intervall | Bitrate (MBit/s) | SFN                                                 |
| ----- | -------------- | ------------------------------------------- | --- | -------- | -------------------------------------- | ----------------------------------------- | ---------------------- | --- | ---------------- | ---------------- | --------------------------------------------------- |
| 21    | 474            | Gemischter Multiplex von ZDF und Freenet TV | - ZDF HD - 3sat HD - KiKa HD - ZDFneo HD - ZDFinfo HD - Freenet TV connect (HbbTV-Dienst mit mehreren Streams) | 20       | ND                                     | H                                         | 64-QAM (16-k-Modus)    | 3/5 | 19/128           | 22               | Fernmeldeturm Kiel, Fernmeldeturm Kiel (Kronshagen) |
| 28    | 530            | Freenet TV                                  | - ProSieben HD - Sat.1 HD (Hamburg/Schleswig-Holstein) - Kabel Eins HD - ProSieben Maxx HD - Sat.1 Gold HD - Sixx HD - Sport1 HD                                                                                                 | 20       | ND                                     | H                                         | 64-QAM (32-k-Modus)    | 2/3 | 1/16             | 27,6             | Fernmeldeturm Kiel, Fernmeldeturm Kiel (Kronshagen) |
| 39    | 618            | ARD regional (NDR)                          | - NDR Fernsehen HD (Schleswig-Holstein) - WDR Fernsehen (Köln) HD / NDR HD (Niedersachsen) (zeitw.) - SWR Fernsehen BW HD / NDR HD (MV)(zeitw.) - MDR Fernsehen (Sachsen-Anhalt) HD - BR Fernsehen Süd HD / NDR HD (HH) (zeitw.) | 50       | ND                                     | H                                         | 64-QAM (16-k-Modus)    | 1/2 | 19/128           | 18,2             | Fernmeldeturm Kiel, Fernmeldeturm Kiel (Kronshagen) |
| 45    | 666            | Freenet TV                                  | - Welt HD - DMAX HD - Eurosport 1 HD - Disney Channel HD - Nickelodeon HD / CC +1 HD - VOXup HD - Bibel TV (FTA) - QVC (FTA) - QVC Zwei (FTA) - HSE (FTA) - 123tv (FTA) - Shop LC (FTA)                                          | 20       | ND                                     | H                                         | 64-QAM (32-k-Modus)    | 2/3 | 1/16             | 27,6             | Fernmeldeturm Kiel, Fernmeldeturm Kiel (Kronshagen) |
| 47    | 682            | ARD Digital                                 | - Das Erste HD - Phoenix HD - Arte HD - Tagesschau24 HD - One HD | 50       | ND                                     | H                                         | 64-QAM (16-k-Modus)    | 1/2 | 19/128           | 18,2             | Fernmeldeturm Kiel, Fernmeldeturm Kiel (Kronshagen) |
| 52    | 722            | Freenet TV                                  | - RTL HD (Hamburg/Schleswig-Holstein) - RTL Zwei HD - Super RTL HD - Vox HD - n-tv HD - Nitro HD - Tele 5 HD | 20       | ND                                     | H                                         | 64-QAM (32-k-Modus)    | 2/3 | 1/16             | 27,6             | Fernmeldeturm Kiel, Fernmeldeturm Kiel (Kronshagen) |

Bis zum 25. April 2017 war folgender DVB-T-Nachlauf zu empfangen:
| Kanal | Frequenz (MHz) | Multiplex       | Programme im Multiplex                                                           | ERP (kW) | Sendediagramm rund (ND)/ gerichtet (D) | Polarisation horizontal (H)/ vertikal (V) | Modulations- verfahren | FEC | Guard- intervall | Bitrate (MBit/s) | SFN                                                 |
| ----- | -------------- | --------------- | -------------------------------------------------------------------------------- | -------- | -------------------------------------- | ----------------------------------------- | ---------------------- | --- | ---------------- | ---------------- | --------------------------------------------------- |
| 57    | 762            | NDR (DVB-T alt) | - Das Erste - NDR Fernsehen (Schleswig-Holstein) - NDR Fernsehen (Hamburg) - ZDF | 20       | ND                                     | H                                         | 16-QAM (8-k-Modus)     | 2/3 | 1/4              | 13,27            | Fernmeldeturm Kiel, Fernmeldeturm Kiel (Kronshagen) |

### Digitales Fernsehen (DVB-T)
Bis zum Wechsel auf DVB-T2 am 29. März 2017 liefen die DVB-T-Ausstrahlungen im Gleichwellenbetrieb (Single Frequency Network) mit anderen Standorten.
ehemaliges Angebot:
| Kanal | Frequenz (MHz) | Multiplex                                       | Programme im Multiplex | ERP (kW) | Sendediagramm rund (ND)/ gerichtet (D) | Polarisation horizontal (H)/ vertikal (V) | Modulations- verfahren | FEC | Guard- intervall | Bitrate (MBit/s) | SFN                                                 |
| ----- | -------------- | ----------------------------------------------- | --- | -------- | -------------------------------------- | ----------------------------------------- | ---------------------- | --- | ---------------- | ---------------- | --------------------------------------------------- |
| 21    | 474            | ZDFmobil                                        | - ZDF - 3sat - KiKA (06–21:00 Uhr)/ZDFneo (21–06:00 Uhr) - ZDFinfo | 32       | ND                                     | H                                         | 16-QAM (8-k-Modus)     | 2/3 | 1/4              | 13,27            | Fernmeldeturm Kiel, Fernmeldeturm Kiel (Kronshagen) |
| 35    | 586            | ProSiebenSat.1 Media Hamburg/Schleswig-Holstein | - ProSieben - Sat.1 (Hamburg/Schleswig-Holstein) - Kabel Eins - N24 | 50       | ND                                     | H                                         | 16-QAM (8-k-Modus)     | 2/3 | 1/4              | 13,27            | Fernmeldeturm Kiel, Fernmeldeturm Kiel (Kronshagen) |
| 39    | 618            | ARD regional (NDR)                              | - NDR Fernsehen (Schleswig-Holstein) - WDR Fernsehen (Köln) / NDR (Niedersachsen) (zeitw.) - MDR Fernsehen (Sachsen-Anhalt) / NDR (MV) (zeitw.) - BR Fernsehen (Schwaben/Altbayern) / NDR (HH) (zeitw.) | 50       | ND                                     | H                                         | 16-QAM (8-k-Modus)     | 2/3 | 1/4              | 13,27            | Fernmeldeturm Kiel, Fernmeldeturm Kiel (Kronshagen) |
| 45    | 666            | RTL Group Hamburg/Schleswig-Holstein            | - RTL (Hamburg/Schleswig-Holstein) - RTL II - Super RTL - VOX | 50       | ND                                     | H                                         | 16-QAM (8-k-Modus)     | 2/3 | 1/4              | 13,27            | Fernmeldeturm Kiel, Fernmeldeturm Kiel (Kronshagen) |
| 47    | 682            | ARD Digital (NDR)                               | - Das Erste - Arte - Phoenix - Tagesschau24 | 40       | ND                                     | H                                         | 16-QAM (8-k-Modus)     | 2/3 | 1/4              | 13,27            | Fernmeldeturm Kiel, Fernmeldeturm Kiel (Kronshagen) |
| 57    | 762            | Gemischt Privat Schleswig-Holstein              | - Sixx - Tele 5 - Disney Channel - Bibel TV - Multithek | 20       | ND                                     | H                                         | 16-QAM (8-k-Modus)     | 2/3 | 1/4              | 13,27            | Fernmeldeturm Kiel, Fernmeldeturm Kiel (Kronshagen) |

### Analoges Fernsehen (PAL)
Bis zur Umstellung auf DVB-T wurden die folgenden analogen Fernsehprogramme ausgestrahlt.
| Kanal | Frequenz (MHz) | Programm                            | ERP (kW) | Sendediagramm rund (ND)/ gerichtet (D) | Polarisation horizontal (H)/ vertikal (V) |
| ----- | -------------- | ----------------------------------- | -------- | -------------------------------------- | ----------------------------------------- |
| 24    | 495,25         | RTL Television (Schleswig-Holstein) | 0,4      | D                                      | H                                         |
| 35    | 583,25         | ZDF                                 | 250      | ND                                     | H                                         |
| 37    | 599,25         | VOX                                 | 3        | D                                      | H                                         |
| 45    | 663,25         | ProSieben                           | 0,5      | D                                      | H                                         |
| 53    | 727,25         | Sat.1 (Hamburg/Schleswig-Holstein)  | 0,4      | D                                      | H                                         |
| 55    | 743,25         | NDR Fernsehen Schleswig-Holstein    | 250      | ND                                     | H                                         |

## Trivia
In der Silvesternacht und zu anderen seltenen Anlässen wird die Betriebskanzel beleuchtet.